# Seznam filozofskih vsebin
Seznam filozofskih vsebin zajema vse članke, ki se nanašajo na filozofijo, filozofsko terminologijo, oziroma obravnavajo pomembne filozofske in za filozofsko ukvarjanje pomembne pojme. Osnovni namen seznama je nadzorovanje sprememb.

## 0-9
1984 (roman) - 2001: Odiseja v Vesolju - 47 roninov -

## A
A.B. - A. M. - A sodbe (logika) - 
abdukcija (logika) - A Theory of Justice: The Musical! - abhidharma - absolut - absolutizem - absolutna resnica - absolutni dvom - absolutni idealizem - absolutni um - absolutno spoznanje - absorbcija (logika) - abstraktna umetnost - abstraktno - absurd - 
Action Philosophers - actus purus -
adiafora - advaita vedanta - adživika - 
Aeterni Patris - 
afekcija - afekt (filozofija) - aficirati - afirmacija (Hegel) - afriška filozofija - 
agape - to agathón - agens (filozofija) - agnosticizem - agora - agregat (filozofija) - 
Ahil in želva - ahimsa - 
aisthesis - aithér - aition - 
ajatana - 
Ali - ali (Kierkegaard) - 
Akademija (filozofija) - akaša - akcidenca (filozofija) - akozmizem - akrasía - aksiologija - aksiom - aksiomski sistem - akt (filozofija) - aktivizem - aktualnost (filozofija) - aktualizem - akulturacija - 
Alah - Alamut (roman) - alegorija - aletheia - algoritem - Ali je mogoče misliti politiko? - ali-ali - alienacija - Alkibiad Prvi - Alkibiad Drugi - alkimija - alteracija - alternativizem - altruizem - 
amerikanizacija - ameriška filozofija - Ameriško filozofsko društvo - amfibolija  - amor fati - amoralizem - Amsterdamska deklaracija - 
anagogé - anahronizem - analitična filozofija - analitična sodba - analiza (filozofija) - analiza jezika (filozofija) - analna faza - analogija - anamneza (filozofija) - ananda - anánke - Anarhija, država in utopija - anarhistični terorizem - anarhizem - anarhonaturalizem - anarhosindikalizem - ancien régime - ancilla theologiae - Andaluzijski pes -  andreia - androgin - anglosaksonska filozofija - Angst, die - anima - anima mundi - animizem - animus - anomalični monizem - anomija - antagonizem (filozofija) - antecedens - antiamerikanizem - antična filozofija - antična logika - antihumanizem - antika - antiimperializem - antiintelektualizem - antiklerikalizem - Antikrist (Nietzsche) -antilogija - antinatalizem - antinomija - antinomijanstvo - antipsihiatrija - antipsihologizem - antirealizem (filozofija) - antiredukcionizem - antisemitizem - antiteizem - antiteza (filozofija) - Anthropos - antropocentrizem - antropogeneza - antropologija - antropomorfizem - antropoteizem - antropozofija - 
apagogé - apartheid - apatija - ápeiron - apercepcija - apofantično - apokatastaza - apologeti - Apologija (Platon) - Apolon - aporija - aposteriorno - apriori - apriorne sintetične sodbe - 
arabska filozofija - arabski socializem - arborescent - arche  - arete - argument (logika) - argument a contrario - argument a fortiori - argument ad absurdum - argument ad hominem - argument ad ignoratium - argument ad iudicium - argument ad misericordiam - argument ad populum - argument ad rem - argument ad verecundiam - argument ex concesso - argument ex concensu gentium - argument po analogiji - argumentacija - 
arhat - arheologija vednosti - arhetip - arijanstvo - aristokracija - Aristotelian Society - aristotelizem - Aristotelovi komentatorji - Arja Samadž - artes liberales - artha - 
asébia - ashariyya - asketizem - asketski svečenik - asociativnost - asociacija - asociacionizem - assabiyya - astralna projekcija - astrologija - astronomija - asylum ignorantiae - 
ataraksa - atavizem - ateizem - Atena - Atenska šola (Rafael) - Atenska ustava - Atlantida - Atman - Atman-Brahman - atom - atomizem - atribut (filozofija) - 
Aufhebung, die - AUM - 
avantgarda - avatar - averoizem - avguštinizem - avicenizem - avidya - avidyamaya - avstrijska šola ekonomije - avstromarksizem - avtarkija - avtokracija - avtonomija - avtoreferencialnost - avtoritarna država - avtoriteta - 
axis mundi -
azijske filozofije -

## B
Ba - babištvo - Badenska šola - bahajstvo - banalnost zla - barcelonski disput - barva - batin - 
Bedeutung, die - Begriff, der - behaviorizem - Beneški trgovec - Berlinski krožek - beseda - Bewußtsein, das - 
bhakti - bhedabheda - 
bilokacija - bioetika - biogeneza - biologija - biologizem - bíos theoretikós - biotehnologija - biozofija - birokracija - bistvene lastnosti - bistvo (filozofija) - Bistvo krščanstva (Feuerbach) - 
bit (filozofija) - Bit in čas - Bit in nič - biti-v-svetu - bit bivajočega - bitnost - bivajoče - bizantinska filozofija - 
blagovna produkcija - blagovni odnosi - blaženost - 
Bog - bog filozofov - boj za obstanek - bolečina - boljševizem - bonton - božanska luč - božansko pravo kraljev - božanstvo - 
Brahman - brahmanizem - brezno (filozofija) - brezpredmetnost - Brihadaranjaka upanišada - 
Buda - budistična filozofija - budizem - Buridanov osel - buržoazija - bušido -

## C
cambriški platonizem - camp - causa formalis - causa materialis - causa prima - causa sui - 
celota - Center for Inquiry - centrizem - cerkev - 
ciklična teorija časa - cinizem - circulus vitiosus - civilizacija - civilna družba - civitas dei - civitas terrena - 
clare et distincte - 
cogito ergo sum - coincidentia oppositorum - Committee for Skeptical Inquiry - common sense - Corpus hermeticum  - Corpus platonicum - 
creatio ex nihilo - credo quia absurdum -

## Č
čakra - čas - Časovna banka - časovna logika - časovni atomizem - čast - Čandogja upanišada - Času neprimerna premišljevanja -
Či - 
človečnost - človek - Človek za vse čase (film) - človekoljublje - človekove pravice - človeška narava - Človeško, prečloveško - 
čudenje (filozofija) - čudež - čustvo - čutilo - čutenje - čutne zaznave - čutni dražljaj - čutni podatek -

## D
dadaizem - daimónion - dalajlama - Damon in Pitias - Dao - Daodejing - daoizem - daršana - darvinizem - Dasein, das  - 
de dicto - de facto - De Morganov zakon - de re - de iure - deductio ad absurdim- dedukcija - deduktivno zaprtje - defatizem - deficitarno financiranje - definicija - definicija pojma - dehumanizacija - deifikacija - deizem - dej - dejanje - dejanskost - dejavni vzrok - dejavnost - dejstvo - dekadenca - dekonstrukcija - delavski razred - Delfi - delitev dela - delitev oblasti - delo - delovni proces - deluzija - demitologizacija - demiurg - demokracija - demokratični transhumanizem - demon - denar - deontična logika - deontični logični kvadrat - deontološka etika - deontologija - depersonalizacija - depriviacija - deskriptivizem - despotizem - determinizem - deus ex machina - deus otiosus - Deus sive natura - devotio moderna - 
dharma - dhjana - 
diahronija - dialektični materializem - dialektika - dialog - dialogizem - diamat - dianoetične vrline - dianoetika - díanoia - didaktika - differentia specifica - dihotomija - différance - díke - dikša - diktatura - diktatura proletariata - dilema - dimenzija - dinamizem - Ding an sich, das - Ding für uns, das - Dioniz - dionizično - disciplina - disjunkcija - disjunktivni silogizem - diskriminacija - diskurz - diskurz oblasti - diskusija o protokolarnih stavkih - Disneyand - dispozicija - disput - distribucija - distributivna pravičnost -  distributivnost - disuacija - divjaštvo - divji otroci - 
Djaus - 
dobro - dobrodelnost - docta ignoratia - doctor (filozofija) - dogma - dogmatika - dogmatizem - dogodek - dokazi za božje bivanje - dolgočasje - dolžnost - domišljija - domneva - dostojanstvo - dóxa - doživljenje - 
dramski trikotnik - drevo ovržbe - Druge analitike - Društvo za analitično filozofijo in filozofijo znanosti - Društvo za teoretsko psihoanalizo - družba - družba tveganja - družbena moč - družbena pogodba - družbena revolucija - družbene spremembe - država - Država (Platon) - država blaginje - državljanska neposlušnost - državljanstvo - 
dualizem -  - duh (filozofija) - duhovne vede - Dunajski krožek - duša - duševna bolezen - duševnost - 
dvaita vedanta - dvanajstiški šiizem - dvojna negacija - dvom - dvomišljenje (Orwell) - dvoumnost (filozofija) - 
dýnamis - 
džainizem - džihad - džnjana - džuče

## E
E sodbe (logika) - 
Ecce homo (Nietzsche) - 
Efrahrung, die - 
egalitarizem - ego - egocentrizem - egoizem - 
eidetska faza - eidolon - eidos - to eînai - to tí en eînai - Eisagogé - 
eklekticizem - ekologija - ekosistem - ekonomija - Ekonomika (Aristotel) - ekonomska svoboda - ekonomizem - ekozofija - eksistenca - eksistencializem - eksistencialna negotovost - eksistencialna teologija - eksistencialni kvantifikator - ekskluzija - eksoterično - eksperiment - eksploatacija - eksportacija (logika) - ekspozicija - ekspresija - ekspresionizem - ekstaza - ekstenzija pojma - eksternalizem - ekstravertiranost - ekstrinzične lastnosti - ekstremizem - ekumanstvo - ekvivalenca -  
élan vital - eleati - Eleja - Elektra - element (filozofija) - elementarni stavek - elevzinski misteriji - eliminativizem - elitizem - 
emanacija - emancipacija žensk - emergentizem - Emil ali O vzgoji - eminentno - emocionalizem - empatija - empirična šola medicine - empiriokriticizem - empirizem - 
enakost - enciklopedija - enciklopedizem - energija - Eno (filozofija) - enodimenzionalna družba - enost - enotnost - enoumje - ens - ensof - Entäußerung, die - entelehija - entimema - entitas - entiteta - entropija - 
eon - 
epifenomenalizem - epikurejstvo - Epikurjev vrt - Epimenidov paradoks - Epinomis (Platon) - epistemologija - epistemološki paradoksi - epistemološki relativizem - epistemološki rez - epoché - 
eristika - Erlebnis, das - Eros - eros (filozofija) - erotična umetnost - erotika - 
esej - esencializem - eshatologija - esse est percipi - estetika - estetika glasbe - estetska sodba - estetski realizem - estetsko - 
eterično telo - ethos - etična norma - etična religija - etični egoizem - etika - Etika (Spinoza) - etimologija - etiologija (filozofija) - etiopska filozofija - etnofilozofija - etologija (filozofija) - 
Euromayday - 
evdajmonija - evangelizacija - evidencionalizem - evgenika - evharistija - evhemerizem - evklidska geometrija - evolucija - evolucionizem - evtanazija - Evtidem (Platon) - Evtifron (Platon) - 
ex nihilo - exclusi tertii principum - 
ezoterično - ezoterika -

## F
Fajdon (Platon) - Fajdros (Platon) - Fahrenheit 451 - fakticiteta - Fakulteta za humanistične študije v Kopru - falibilizem - falična faza - fallacia accidentis - fallacia accidentis conversa - falsifa - falsifikacija -  falsifikacija - fanatizem - fantazija - fantazma - fascinans et tremendum - fašizem - fatalizem - fatum - fatva - Faust - 
fedeli d'amore - federalizem - feminizem - feministična teologija - fenomen - fenomenologija - Fenomenologija (Tine Hribar) - Fenomenologija duha (Hegel) - Fenomenološko društvo - fenotip - fetišizem - 
fideizem - fikcija - fikcionalizem - filantropizem - Fileb (Platon) - film - filodoks - filogeneza - filologija - Filozof ob svetilki (Joseph Wright) - filozofem - filozofija - filozofija ekonomije - filozofija eksistence - filozofija filma - filozofija filozofije - filozofija jezika - filozofija matematike - Filozofija na maturi - filozofija narave - filozofija nevroznanosti - filozofija politike - filozofija prava - filozofija psihologije - filozofija religije - filozofija spola - filozofija športa - filozofija uma - filozofija vzgoje in izobraževanja - filozofija za otroke - filozofija zgodovine - filozofija znanosti - filozofija življenja - filozofska antropologija - filozofska terminologija - filozofske discipline - filozofski forum - Filozofski inštitut (ZRC SAZU) - Filozofski parnik - filozofsko vprašanje - finalizem - finalni vzrok - financializacija - finitizem - fizično - fizika - Fizika (Aristotel) - fizikalizem - fiziokratizem - 
foco - fonem - fonetika - fordizem - forma - formalizacija - formalizem (matematika) - formalna logika - formalni jezik - formalni vzrok - 
fragment - francoska revolucija - frankfurtska šola - 
fundacionizem - fundamentalizem - funkcionalizem (filozofija) - futurizem - futurologija -

## G
gandizem - 
Gegenstandstheorie, die - Geisteswissenschaften, die - gelugpa - Gemeninschaft, die - Genealogija morale - Generacija '98 - generalizacija - genetika - genska manipulacija - genska selekcija - geneza - genialnost - genocid - genus - Gesellschaft, die - Gestalt, die  - gestalt psihologija - gestalt terapija - Gettierjevi problemi - Geworfenheit, die - 
gibanje - giganti - gigantomahija - Gigesov prstan - gimnosofisti - 
glasba - globalizacija - globalna družba - globalno segrevanje - 
gnoseologija - gnosticizem - gnosîs - gnôthi seautón - gnus - 
Gödel, Escher, Bach - Gödlov kod - Gödlovi teoremi - Gorgija (Platon) - gospodar in hlapec - gotovost - Gottheit, die - govor - govorica - govorno dejanje - 
grafiti (subkultura) - greh - Grenzsituation, die - Grčija - Gricove maksime - grška filozofija - grška tragedija - Grund, der - gulag -

## H
H genealogiji morale - 
habitus - hadis - haecceitas - haiku - hakika - halakah - Hamlet - Harmid (Platon) - harmonija - hasdizem - 
hedoné - hedonizem - hegeljanstvo - heglijanstvo - heglovska desnica - heglovska levica - helenistična filozofija - helenistična Grčija - helenizem - hén - hen kai pan - hendikep - hentoteizem - Herdeninstinkt, der - Herdenmensch, der - herezija - hermenevtika - hermenevtična metoda - hermenevtični krog - hermetizem - Herostrat - Herrenmensch, der - Herrenmoral, die - heterologija - heteronomija - hevristika - 
hierarhija - hieroi logoi - hierozgodovina - hiliazam - hilomorfizem - hiloteizem - hilozoizem - hinduizem - hindujska filozofija - Hiparh (Platon) - hiperrealizem - Hipija Manjši - Hipija Večji - hipnoza - Hipokratova prisega - hipostaza - hipotetična pravila sklepanja - hipotetični imperativ - hipotetični silogizem - hipoteza - historizem - historični materializem - Hiša modrosti - 
Hohma  - holizem - holokavst - homeomerija - homersko vprašanje - homo economicus - homo homini deus - homo homini lupus - homo ludens - homo mensura - Homo sacer - homo sapiens - homologija - homonim - homoseksualnost  - hôra - hotenje - 
hudič  - Humanistični manifest - humanitas - humanizem - humor - 
hýle - hypokeímenon -

## I
I sodbe (logika) - 
Ich und Du - idealizem - idea - ideal - ideja - identičnost - identiteta - identiteta jaza - identiteta nerazločljivih - ideologija - idiot - idol - idolatrija  - 
Ignoramus et ignorabimus - ignorantiae asylum - ignoratio elenchi - ignosticizem - igra - 
ikarijanstvo - iki - 
iluminacionizem - Iluminati - iluzija - 
imaginacija - imanentizem - imaterializem - ime - imoralizem - imperativ - implikacija - importacija (logika) - impresija - impresionizem - 
in actu - Index Librorum Prohibitorum - indeterminizem - indiferetizem - indijska filozofija - indijska logika - indijski budizem - individuacija - individualizacija - individualizem - individuum - indukcija (filozofija) - induktivno sklepanje - industrijska rezervna armada - inertnost - infinitezimalno - infinitizem - informacija - informacijska tehnologija - inkoherentnost - inkarnacija - inkluzija - inspiracija - instinkt - instrumentalizem - instrumentalni razum - integracija - integralna joga - integriteta - intelegibilno - intelekt - intelektualec - inteligenca - inteligenčni test - intellectus - intenca - intencionalnost - interakcionizem (filozofija) - interakcionizem (sociologija) - interes javnosti - internacionalizem - internalizem - interpolacija - interpretacija - intersubjektivnost - intervencionizem - intrinzične lastnosti - introjekcija - introspekcija - introvertiranost - intuicija - intuicionizem (matematika) - involucija - 
Ion (Platon) - 
iracionalizem - irealno - ironija - 
islam - islamska filozofija - islamski fundamentalizem - 
Iša upanišada -  
izbira - Izdajstvo podob - izjava (logika) - izkustvo - izkušnja - izobrazba - izolacionizem - Izpovedi (Avguštin) - izračun za srečo - Izvori totalitarizma - izvoz kapitala -

## J
Jahve  - japonska filozofija - japonski budizem - jasno in razločno - jasnovidnost - javni interes - javno dobro - javnost - jaz - Jaz sem, ki sem - 
jezik (sredstvo sporazumevanja) - jezikovna analiza - jezikovna igra - jezikovni sistem - jezuiti - 
jin-jang - 
Job - jobless growth - joga - jogačara - jonski naravoslovci - 
judovska filozofija - Jutranja zarja -

## K
K večnemu miru (Kant) - 
Ka - Kabala - kaizen - Kaj je razsvetljenstvo - kajstvo - kalačakra - kalam - Kaldejski oraklji - kalijuga - kalkulator (filozofija) - kalokagatija - kalón - kalvinizem - kamen modrosti - kanibalizem - kánon (etika) - kantovstvo - kaos - kapital - Kapital (knjiga) - kapitalizem - kardinalno - karizma - karma - karma joga - karolinška renesansa - kartezijanska paradigma - kartezijanstvo - Kasandra - kastracija - kašmirski šivaizem - katarza - kategorični imperativ - kategorija (filozofija) - kathekon - kavelj 22 (logika) - kavzalizem - kaznovanje - 
kemija - kénoma - 
kibernetika - kič - kinesis - kiniki - kirenaiki - kismet - kitajska filozofija - kitajska logika - kitajska soba - kitajski budizem - kitajski klasiki - 
klasična ekonomija - klasična logika - klasični liberalizem - klasifikacija - Klejtofont (Platon) - kloniranje - 
koan - koeksistenca - kognicija - kognicija dojenčka - kognitivni razvoj - kognitivni pluralizem - koherenčna teorija resnice - koincidenca - koiné - kokoro - kolektivizem - kolonizacija vesolja - kolonializem - komedija - komodifikacija - kompatibilizem - komunikacija - Komunistični manifest - komunizem - komunitarizem - komutativnost - konativnost - koncept (filozofija) - konceptualizem - kondicionalizem - konflikt - konformizem - konfucijanstvo - kongruenca - konjunkcija - konkretno - konkurenca - konkurenčni boj - konsekvencionalizem - konsekvens - konsenz - konsenzualna teorija resnice - konsistenca - konstanta - konstitucija - konstitucija lastnine - konstitucionalizem - konstruktivna dilema (logika) - konstruktivizem - konsubstancialnost - kontekst - kontemplacija - kontinentalna filozofija - kontingenca - kontingenčna sodba - kontinuum - kontinuiteta - kontradikcija - kontrapozicija - konvencija - konvencionalizem - konvergentno mišljenje - konzervatizem - kopernikanski obrat - kopula (logika) - korejska filozofija - korelacija - korespondenčna teorija resnice - koristnost - korolarij - korpuskularna teorija - korupcija - kósmos - kozmocentrizem - kozmogonija - kozmologija - kozmološki dokaz - kozmopolitanizem - 
krakovski krog (logika) - kratilovstvo - kreativnost - kreacionizem - krepost - kristologija - kriterij - kriticizem - kritična teorija - Kritija (Platon) - kritika - Kratil (Platon) - Kritika ciničnega uma - Kritika čistega uma - Kritika praktičnega uma - Kritika razsodne moči - Kriton (Platon) - križarske vojne - krožno sklepanje - krščanska filozofija - krščanska teologija - krščanski anarhizem - krščanski eksistencializem - krščanski fundamentalizem - krščanski humanizem - krščanstvo - 
Kuga (roman) - kult - kultura - kultura odvisnosti - kulturna hegemonija - kulturna identiteta - kulturna industrija - kulturni relativizem - kulturna revolucija - kundalini -
kvalija - kvaliteta (filozofija) - kvantifikacija - kvantifikator - kvantiteta (filozofija) - kvarki - kvietizem - kvintesenca - 
Kyotska šola -

## L
l'homme machine - 
Lahes (Platon) - lakanovstvo - lamaizem - langue - latentnost - laissez-faire - latitudijanci - lastnina - lastno ime - lastnost (filozofija) - láthe biósas - laž - laïcité -  
Lebensphilosophie, die - legalizem (kitajska filozofija) - legalizem (pravo) - legalno - legein - legitimno - Leibnizov zakon - lepo - lepota - 
li (konfucijanstvo) - Liber de causis - liberalizem - libertalizem - libertarni socializem - libertinizem - libido - linguistic turn - lingvistika - lisenkizem - literarna kritika - literarna teorija - literatura - Lizis (Platon) - 
ljubezen - 
logicizem - logična konstanta - logična resnica - logična zmota - logični atomizem - logični empirizem - logični kvadrat - logični pozitivizem - logični simbol - logični veznik - logični zakon - logično dokazovanje - Logično filozofski traktat - logično mogoče - logično nujno - logično protislovje - logika - logika višjega reda - Logika znanstvenega odkritja - logokracija - logos - lokajata - Lvovsko-Varšavska šola - lumen naturale - lumpenproletariat - luteranstvo -

## M
madhjamaka - magija - mahajana - maja (hinduizem) - majevtika - makiavelizem - makrokozmos  - Man, das - manihejstvo - manipulacija - manjvrednostni kompleks - mantra - Marburška šola - marksizem - masa - masovna histerija - materializem - materialna implikacija - materialni vzrok - materija - matematična logika - matematična psihologija - matematika - mathesis universalis - Matrica - mazdaizem - mazohizem - 
medij - meditacija - Meditacije o prvi filozofiji - Mednarodna zveza za humanizem in etiko - Mednarodni kongres filozofije - Mednarodno Russellovo razsodišče - Meduza - megariki - mehanicizem - mem - memetika  - Meneksen (Platon) - menjalna vrednost - Menon (Platon) - mentaliteta - mereologija - merkantilizem - meson - metá - metabiologija - metaetika - metafilozofija - metafizični stadij - metafizično - metafizika  -  Metafizika (Aristotel) - metajezik - metamatematika - metafora - metempsihoza - Meteorologija (Aristotel) - metoda - metoda protiprimerov - metoda uprimerjanja - metodična šola medicine - metodični dvom - metodizem - metodologija - 
mikrokozmos - Miletska šola - milost - mimamsa - mímesis - minimalna država - Minos (Platon) - mir - misel - miselni eksperiment - miselni zločin - mislec - Mislec (Auguste Rodin) - misleča stvar - misterij - misticizem - mistično -  mistika - mišljenje - mit - mit o Eru - mit o zlati dobi - mitologija - mizantropija - mizognija - mizologija - 
mnenje - mnoštvo - 
močvirski mož - modalna logika - modalnost - moderna družba - modernizem - modrost - modus (filozofija) - modus ponens - modus tollens - mohizem - mokša - molinizem - molitev - Molyneuxov problem - monada - monadologija - monizem - monoteizem - Monthy Python - moral sense - morala - Moralia (Plutarh) - moralna norma - moralna odgovornost - moralna zavest - moralni čut - moralni absolutizem - moralni partikularizem - moralni razvoj - moralni realizem - moralni relativizem - moralni skepticizem - moralno delovanje - moralno nazadovanje - morphe - 
moškost - možgani - možgani v kadi - možni svetovi - možnost - Muhe (drama) - multikulturalizem - mutatis mutandis - mutezilizem -

## N
nacionalizem - nacizem - načelo falsifikacije - načelo nedoločljivosti - načelo verifikacije - načelo vzročnosti - nadčlovek - nadrealizem - nagon - naivni realizem - najstvo - naključje - napredek - narava - naravna dedukcija - naravna selekcija - naravna teologija - naravni jezik - naravni zakon - naravno pravo - naravno stanje - naravoslovje - Nashov ekvilibrij - nasprotje (logika) - natalizem - nativizem - natura naturans - natura naturata - natura versus nurtura - naturalizem (umetnost)  - naturalizem (filozofija) - naturizem (filozofija) - nauk - navada - navidezna resničnost - navya nyaya - 
neadekvartno - nebit - nebivajoče - nebesa - nebo (kitajska filozofija) - nedoletnost - nedolžnost - neformalna logika - negacija - negativna svoboda - negativna teologija - Négritude - nehipotetična pravila sklepanja - neizrekljivost - nejaz - nekonsistenca - nemški idealizem - nenasilje - neobstoj - neoidealizem - neokantovstvo - neokonfucijanstvo - neomarksizem - neomutezilizem - neopitagorejstvo - neopoganstvo - neopozitivizem - neorealizem - neosholastika - neostrukturalizem - neotomizem - neovitalizem - nepopolnost - neposredna demokracija - nepravičnost - nepredstavljivost - neprotislovnost - nerazločljivost identičnega - neresnica - nesimetričnost - neskončnost - nesmisel - nesmiselne izjave - nesmrtnost - neti neti - neveljavnost argumenta - nevropsihiatrija - nevroznanost - nezavedno - Nezapisani nauki (Platon)
nič (filozofija) - nihilizem - Nikomahova etika - nirvana - 
njaja - 
nóema - nóesis - noetika - noeza - nominalizem - nomokracija - nómos - noologija - norma - normalnost - normativna etika - nosce te ipsum - noúmena - noumenalno - nous - nova doba - Novi svetovni red (teorija zarote) - novi vek - novinarska etika - novoheglovstvo - novoplatonizem - novorek - 
nrav - nravne vrline - 
nujnost - numinozno - Nürnberški kodeks - nürnberški zakoni -

## O
O Božji državi (Avguštin) - O duši (Aristotel) - O izjavljanju (Aristotel) - O modrovalskih ovržbah - O naravi stvari (Lukrecij) - O nebu (Aristotel - O sodbe (logika) - O svobodni izbiri (Avguštin) - O utehi filozofije (Boetij) - 
obarvanost - obči pojem - objekt - objektivni idealizem - objektivnost - objektivizem - objektivizem (Ayn Rand) - Oblaki (komedija) - oblast - oblike sodb (logika) - oblomovstvo - obstoj - obstoj Boga - 
Ockhamova britev - 
odgovornost - odprava zasebne lastnine - odprta družba - odpuščanje - odtujenost - 
Ojdipov kompleks - 
okazionalizem - okoljevarstvo - okultizem - okus - 
oligarhija - 
onesnaževanje okolja - Onstran dobrega in zlega - ontologija - ontologizem - ontološki dokaz - ontološki kvadrat - ontoteologija - 
operacionalizem - optimizem - opurtinizem - opustitev disjunkcije - opustitev ekvivalence - opustitev konjunkcije - opustitev negacije - 
oralna faza - orfizem - organicizem - organon - orgon - orientalizem - 
oseba - osebna identiteta - osebnost - osmišljanje - osnova - osnovni delec -
otrokove pravice - otroštvo - 
ousía - 
Overtonovo okno - 
označenec - označevalec -

## P
pacifizem - paideía - pamet - panafrikanizem - panarabizem - pandeizem - panenteizem - panjčasila - pankalizem - panoptikum - panpsihizem - panspermija - panteizem - pantha rei - paradigma - paradoks - paradoks brivca - paralelizem - paralelizem svetov - paralogizem - parapsihologija - parinâma - Parmenid (Platon) - parole - parresía - partiinost - partikularija - partikularizem - Pascalova stava - pasivizem - patafizika - paternalizem - patološki narcisizem - patristika - 
pedofilija - pekel - pelagijanstvo - perfekcionizem - performativ - peripatetiki - permanentna revolucija - personalizem - perspektivizem - pesimizem - petero poti (Akvinski) - petitio principii - 
Phainomena (revija) - philia - philosophia militans - philosophia perennis -  Philosophie du non - phrónesis - phýsis - 
Piercova puščica - pietizem - pironizem - Pisma (Platon) - pistis - pitagorejstvo - Pitija - 
plagiatorstvo - platonična ljubezen - platonistična šola v Camebridgeju - platonizem - plemenita osemčlena pot - ples - pluralizem - pluralizem (filozofija) -
pneuma - 
poblagovljenje - počelo - podatek -  podoba - podoba sveta - Poetika (Aristotel) - poezija - poganstvo - Pogoji (Alain Badiou) - pogojni dokaz - pogum - poiesis - pojav - pojavnost - pojem - polis - politična ekonomija - politična filozofija - politična korektnost - politična participacija - politični realizem - Politik (Platon) - politika - Politika (Aristotel) - politologija - poljska logična šola - polresnica - pomen - ponovitev (logika) - populizem - porfirijevo drevo - pornografija - Port-Royal - posameznost - posledica - poslovna etika - post hoc ergo propter hoc - posthegemonija - postkolonializem - postmodernizem - poststrukturalizem - postulat - potenca (filozofija) - potencialno (filozofija) - potrošništvo - povprečnost - pozitivna svoboda - pozitivni stadij - pozitivizem - pozitivno pravo - 
pradžnjana - pragmatika (logika) - pragmaticizem - pragmatična teorija resnice - pragmatizem - pragnja - prakrti - praksa - pralik - pranje možganov - pravica do življenja - pravice živali - pravična vojna - pravično trgovanje - pravičnost - pravila opustitve - pravila priključitve - pravila sklepanja - pravna država - pravo - Praxis filozofija - praznoverje - predestinacija - predikacija - predikat - predikatna logika - predmet (filozofija) - predmetna teorija - predsodek - predsokratiki - predstava (filozofija) - prefiksna notacija - prekariat - premisa - prepričanje - preprosto življenje - prerokba - prestablirana harmonija - preteklost - prevodi filozofskih del - prevrednotenje vrednot - Pridige in traktati (Mojster Echkart) - prihodnost - prijateljstvo - priključitev disjunkcije - priključitev ekvivalence - priključitev konjunkcije - prima facie - primarna substanca - primarne lastnosti - Primer Wagner - Principi filozofije (Descartes) - Principia mathematica - prispodoba - prispodoba o daljici - prispodoba o drugi plovbi - prispodoba o krmarju - prispodoba o soncu - prispodoba o votlini - privid - probalibilizem - problem zla - procesna teologija - prohairesis - Projekt človeški genom - Prolegomena (Kant) - proletariat - proletarska revolucija - Prometej - propedevtika - propozicija - propozicijska logika - propozicionalni stavek - prosta trgovina - prosti trg - prostozidarstvo - prostor - prostor-čas - Protagora (Platon) - Proti akademikom (Avguštin) - protislovje - prozelitizem - prva filozofija - prvi gibalec  - Prve analitike - 
psevdofilozofija - psevdoznanost - psihoanaliza - psihofizični paralelizem - psihologija - psihoterapija - psyche - 
pudgala - puritanizem - puruša -

## Q
quidditas - quod erat demonstrandum -

## R
racionalizacija (sociologija) - racionalizem - radikalizem - radikalna interpretacija - radža joga - ramizem - rasizem - rasne teorije - ratio - rationes seminales - razcep subjekt-objekt - razčlovečenje - razlaga - razlog - Razprava o človeški naravi - Razprava o metodi - razred (logika) - razredna zavest - razredni boj - razsežna stvar - razsežnost - razsvetljenstvo - razum - razumna sredina - 
realizem (filozofija) - realnost - Rechtsstaadt, der - reductio ad absurdum - redukcionizem - referent (lingvistika) - refleksija - reformizem - regressus ad infinitum - reifikacija - reinkarnacija - relacija (filozofija) - relacija (logika) - relativizem - relevanca (logika) - reliabilizem - religija - religiozni prularizem - religiozno izkustvo - ren (konfucijanstvo) - renesansa - renesančna filozofija - renesančni humanizem - res - res cogitans - res extensa - resignacija - resnica - resnično upravičeno prepričanje - resničnost - resničnostna funkcija - resničnostna vrednost argumenta - retorika - Retorika (Aristotel) - retributivna pravičnost - retour a la nature - revolucija - revščina - 
ritual - riši -
rod (logika) - Rojstvo tragedije iz duha glasbe - romantična ljubezen - romantični nacionalizem - romantika - 
ruska filozofija - rusko razsvetljenstvo - Russellov aksiom - Russellov čajnik - Russellova antinomija -

## S
sadizem - saintsimonizem - salamanška šola - samadhi - samkhja - samobit - samoizobraževanje - samomor - samoobvladanje - samozadostnost - samozavedanje - samsara - sangha - sanje - sanjasa - Sapir-Whorfova hipoteza - satanizem - satori - 
scientia - scientizem - 
se-jevstvo - sebičnost - sedanjost - sedem modrecev - sedem svobodnih umetnosti - sedem zablod Sveta - Sedmo pismo (Platon) - Sein, das - Sein zum Tode - seksizem - seksologija - seksualna revolucija - sekularizacija - sekularni humanizem - sekundarna substanca - sekundarne lastnosti - Selbstbewußtsein, das - Selbstsein, das - semnatična teorijua resnice - semantično drevo - semantične antinomije - semantika - semiotika - sensatio - sense-data - senzualizem - sermonizem - sežiganje knjig - 
sholastika  - 
Siddharta (roman) - signifiant - signifié - sikhizem - silogistična logika - silogizem - simbolizacija (logika) - simpozij - Simpozij (Platon) - simulaker - singularnost (futurologija) - sinhronija - sinkretizem - Sinn, der - sinonim - sintaksa - sinteza - sintetična sodba - sintetično spoznanje - sionizem - Sittlichkeit - Situacionistična internacionala - Sizif - 
skepticizem - Sklavenmoral, die - sklep - skotizem - skrita evidenca (logika) - skriti bog - skrivna združba - 
slaba vera (Sartre) - slavofilizem - slovenska filozofija - Slovensko društvo za estetiko - Slovensko filozofsko društvo - 
smisel - smisel življenja - smotrnostni vzrok - smrt - smrtna kazen - 
snov - 
socialna filozofija - socializacija - socializem - socialna država - socialna psihologija - socianizem - societas - sociobiologija - sociologija - sodba (logika) - sofiologija - Sofist (Platon) - sofisti - sofizem - Sokrat (Voltaire) - Sokratova smrt - Sokratov paradoks - sokratska ironija - sokratska metoda - sokratske šole - sokratski dialog - solipsizem - Somrak malikov - sophrosúne - sorítes - soštvo - sovpadanje nasprotij - sovražni govor - 
specisizem - spekulacija - spiritualizem - splav - splošna teorija relativnosti - splošno dobro - spolna zloraba - spolšnost - spolzke strmine - spomin - spoznavna teorija - 
sreča - srečnost - srednja pot (budizem) - srednjeveška filozofija - 
stalinizem - Stari Egipt - starogrško razumevanje duše - stavčna logika - stilometrična analiza - Stoa - stoicizem - strast - strpnost - Struktura znanstvenih revolucij - strukturalizem - stvar - stvar na sebi - stvar za nas - stvarnost - 
subjekt - subjektivni idealizem - sublimacija - subsistenca - substanca (filozofija) - substitucija (logika) - substitucija identičnih - substitucijska instanca - substrat (filozofija) - sufizem - Summa Theologica - summum bonum - supervenienca - suprematizem - suveren - suverenost - suženjstvo - 
svet - Svet kot volja in predstava - Sveta Trojica - sveto (religija) - svetobolje - svetovni duh - svetovni mir - svetovni nazor - Svetovni parlament religij - svetovni proces - Svetovni inštitut za fenomenologijo - svežnji lastnosti (filozofija) - svoboda - svoboda govora - svobodna volja - svoboda združevanja - svobodomiselnost -

## Š
šamanizem - šakti - šaria - 
šiizem - šintoizem - šivaizem -  
škotsko razsvetljenstvo - 
šovinizem - 
štiri plemenite resnice - štiri preobrazbe (Nietzsche) - štirje vzroki (Aristotel) - Študentsko filozofsko društvo - 
šunjata -

## T
tabula rasa - Tako je govoril Zaratustra - Talmud - tančica nevednosti (Rawls) - tantra - tavhid - tavtologija -
Teag (Platon) - Teajtet (Platon) - techne - teizem - Tekmeca v ljubezni - teleologija - telesno kaznovanje - telizem - telo (filozofija) - télos - temparament - teocentrizem - teodiceja - teofanija - teogonija - teologija - teorem - teorija - teorija kaosa - teorija odločanja - teorija tipov - teorija vrednosti - teorija zarote - terorizem - teozofija - terminologija -  terminus - terorizem - 
theosis - 
tibetanska filozofija - tibetanski budizem - Timaj (Platon) - tip (filozofija) - 
točka Omega - tode ti - tomizem - Topike - torontska šola medijske teorije - totalitarizem - 
tradicija - tradicionalizem - tradicionalna logika - tragedija - transcendenca - transcendentalije - transcendentalna teozofija - transcendentalni idealizem - transhumanizem - transpozicija (logika) - tranzitivnost - trdilna sodba - tretji človek - triada (filozofija) - trije pečati obstoja - trije zakoni robotike - trockizem - tropi (filozofija) - trpljenje - 
tubit - Tujec (roman) - tukaj je roka - Turingov stroj - Turingov test - 
tychê -

## U
Übermensch, der - 
učena nevednost - 
um - umetna inteligenca - umetni jezik - umetniško delo - umetnost - umišljene entitete - 
unio mystica - Unverborgenheit, die - univerzalije - univerzalni jezik - univerzalni kvantifikator - univerzalni temeljni dohodek - univokalnost - 
Upanišade - upanje - uporabna etika - upravičena vojna - upravičenje - 
Urteilskraft, die - 
utilitarizem - utopija - 
uzrtost - 
užitek -

## V
vahdat-al-budžud - vahdat-al-šuhud - vaišešika - vaišnavizem - 
večno vračanje - večnost - večvrednostna logika - veda - vedanta - Vede - vednost - védenje (znanje) - veganstvo - vegetarjanstvo - vegetoterapija - veličasnost - Veliki brat - veljavnost argumenta - Vennovi diagrami - vera - verifikacija - verjetnost - verovanje - verska nestrpnost - Vesela znanost - vest - 
vice - videz - viktorinska šola - virtualnost - višištadvaita vedanta - višji jaz - Vita activa - vita contemplativa - vitalizem - 
Vladar (Machiavelli) - 
vojna - vojna vseh proti vsem - volja - volja do moči - volja do življenja - voluntarizem - 
vpeljava teorema - 
vrednota - vrlina - vrojena ideja - vrsta (logika) - 
vsakdanji jezik - vsakdanjost - vsemogočnost - 
vulgarni materializem - 
vzgoja - 
vzhodna filozofija - vzporedni svetovi - vzročnost - vzrok

## W
Weltanschauung, die - Weltbild, das - Weltschmertz, der - 
Widersinniges, die - Wiederkunft des gleiches, die -
Wu Xing - 

## X
Xiào - 

## Y
yi (konfucijanstvo) - yin-yang - 
you-wu -

## Z
zabava - zadostni razlog - zahodna filozofija - zakon - zakon narave - zakon vzročnosti - Zakoni (Platon) - zakoni logike - zamenjava paradigme - zanikanje - zanikanje holokavsta - zapornikova dilema - Zaprta vrata - zaratustrstvo - zasebnost - zaupanje - zavedanje - zavedanje živali - zavest - zazen - zaznava - 
zdrav argument - zdrav razum - zdravniška etika - 
Zeitgeist, die - zen budizem - Zenonovi paradoksi - 
zgodovina - zgodovina filozofije - zgodovina Kitajske - Zgodovina zahodne filozofije (Bertrand Russell - Zgodovina živih bitij (Aristotel) - zgodovinski revizionizem - 
zlata doba - zlata gora - zlato pravilo - zlo - zločin - zmota - 
značaj - znak - znanje - znanost - znanstvena metoda - znanstveno odkritje - 
Zofijin svet - Zofijini ljubimci - Zohar - zoon politikon - 
zrcalni stadij - zrvan - 
zulm - zunanji svet - zurvanizem -

## Ž
ždanovstvo - 
želja - 
žival - življenje - življenje za smrt - življenjska filozofija - življenjski nazor - 
žrtvovanje -
žvižgač -